# Portal (Dakota del Nord)
Portal és una població dels Estats Units a l'estat de Dakota del Nord. Segons el cens del 2000 tenia 131 habitants.

## Demografia
Segons el cens del 2000, Portal tenia 131 habitants, 63 habitatges, i 43 famílies. La densitat de població era de 90,3 hab./km².
Dels 63 habitatges en un 19% hi vivien nens de menys de 18 anys, en un 63,5% hi vivien parelles casades, en un 3,2% dones solteres, i en un 31,7% no eren unitats familiars. En el 31,7% dels habitatges hi vivien persones soles el 14,3% de les quals corresponia a persones de 65 anys o més que vivien soles. El nombre mitjà de persones vivint en cada habitatge era de 2,08 i el nombre mitjà de persones que vivien en cada família era de 2,58.
Per edats la població es repartia de la següent manera: un 17,6% tenia menys de 18 anys, un 1,5% entre 18 i 24, un 24,4% entre 25 i 44, un 38,9% de 45 a 60 i un 17,6% 65 anys o més.
L'edat mediana era de 48 anys. Per cada 100 dones de 18 o més anys hi havia 92,9 homes.
La renda mediana per habitatge era de 36.406 $ i la renda mediana per família de 48.929 $. Els homes tenien una renda mediana de 37.000 $ mentre que les dones 20.500 $. La renda per capita de la població era de 18.949 $. Entorn del 7,1% de les famílies i el 10% de la població estaven per davall del llindar de pobresa.

## Poblacions més properes
El següent diagrama mostra les poblacions més properes.